# Юзеф Клоц
Юзеф Клоц (пол. Józef Klotz; 2 січня 1900, Краків, Австро-Угорщина — 1941, Варшава, Генеральна губернія, Третій Рейх) — польський футболіст єврейського походження, захисник. Автор першого гола в історії збірної Польщі.

## Біографія
Народився 2 січня 1900 року в родині краківського шевця. Виступав за команди єврейських громад Кракова («Ютженка») і Варшави («Маккабі»).
1921 року збірна Польщі провела свою першу офіційну гру проти команди Угорщини в Будапешті (0:1). 14 травня наступного року команда вперше зіграла перед своїми вболівальниками, але знову зазнала поразки від угорців (0:3). Матч проходив у Кракові і тренери запросили до складу збірної Польщі переважно місцевих футболістів: двох з «Ютженки» (Юзефа Клоца та Зигмунта Крумгольца), п'ятьох — з «Краковії» і двох — з «Вісли». Також грали воротар Ян Лот з столичної «Полонії» і Вацлав Кухар з львівської «Погоні».
Через два тижні у Стокгольмі команда зіграла проти господарів поля. На цей матч основу збірної складали семеро гравців «Краковії». Юзеф Клоц відкрив рахунок на 27-й хвилині зі штрафного і став автором першого забитого м'яча в історії збірної Польщі. У другому таймі команди обмінялися голами і фінальний свисток зафіксував першу перемогу польської збірної (також відзначився львів'янин Юзеф Гарбень).
Під час війни був в'язнем варшавського гетто, де і загинув у 1941 році.